# Bükszegi Zoltán
Bükszegi Zoltán (Budapest, 1975. december 16. –) kétszeres válogatott magyar labdarúgó. Jelenleg a BVSC-Zugló Labdarúgó Utánpótlás Szakosztály vezetője.

## Pályafutása
Felnőtt pályafutását a BVSC csapatában kezdte, ahol hét évig játszott. A zuglói klubtól a Ferencvároshoz igazolt, ahol két szezont töltött el, majd másfél évet töltött az MTK-ban. Ezt követően előbb a Vasas, majd a Dunaferr színeiben játszott, ám mindkét csapatával kiesett az élvonalból. Dunaújvárosból Újpestre szerződött, ahol két évig alapembernek számított, ezután  Cipruson is játszott. Néhány mérkőzésre visszatért a Vasashoz, majd 2008 januárjában a feröeri Víkingur Gøta csapatához szerződött, ahol félprofi státuszban játszott; a labdarúgás mellett eleinte az önkormányzatnál vállalt munkát, azóta pedig egy halfeldolgozó üzemben dolgozott.

A magyar válogatottban 19 évesen két mérkőzésen szerepelt, majd pályára lépett az olimpiai válogatottban és a magyar B-válogatottban is. 

## Statisztika

### Mérkőzései a válogatottban
| Magyarország | Magyarország        | Magyarország                | Magyarország | Magyarország | Magyarország | Magyarország       | Magyarország | Magyarország |
| #            | Dátum               | Helyszín                    | Hazai        | Eredmény     | Vendég       | Kiírás             | Gólok        | Esemény      |
| ------------ | ------------------- | --------------------------- | ------------ | ------------ | ------------ | ------------------ | ------------ | ------------ |
| 1.           | 1995. augusztus 16. | Siófok                      | Magyarország | 0 – 2        | Izrael       | barátságos         | -            | 75'          |
| 2.           | 1995. november 11.  | Budapest, Fáy utcai Stadion | Magyarország | 1 – 0        | Izland       | Eb-selejtező       | -            |              |
|              | 1996. július 23.    | Miami, Orange Bowl (USA)    | Brazília     | 3 – 1        | Magyarország | olimpiai D csoport | -            |              |
|              | 1996. július 25.    | Orlando, Citrus Bowl (USA)  | Japán        | 3 – 2        | Magyarország | olimpiai D csoport | -            |              |
|              | Összesen            |                             |              | 2            | mérkőzés     |                    | 0            | gól          |